# Reggenza di Lombok Occidentale
La reggenza di Lombok Occidentale (in indonesiano: Kabupaten Lombok Barat) è una reggenza dell'Indonesia, situata nella provincia di Nusa Tenggara Occidentale.